# Otakar Mareček
Otakar Mareček   (Praga, 14 de juny de 1943 - 25 de gener de 2020) fou un remer txec, que va competir sota bandera txecoslovaca durant les dècades de 1960 i 1970.
El 1968 va prendre part en els Jocs Olímpics d'Estiu de Ciutat de Mèxic, on fou cinquè en la prova del vuit amb timoner del programa de rem. Quatre anys més tard, als Jocs de Múnic, guanyà la medalla de bronze en la prova del quatre amb timoner. Formà equip amb Karel Neffe, Vladimír János, František Provazník i Vladimír Petříček. La seva tercera, i darrera, participació en uns Jocs fou el 1976, a Mont-real, on fou quart en la prova del quatre amb timoner.
En el seu palmarès també destaquen tres medalles de bronze al Campionat d'Europa de rem entre el 1963 i el 1973. Posteriorment va presidir la Federació Txeca de Rem de 1988 a 1996, i va formar part del Comitè Olímpic Txec.